# منطقة لات فري
منطقة لات فري (بالإنجليزية: Lat Phrao District)‏ هي منطقة من مناطق بانكوك. يبلغ عدد سكانها 119838 نسمة وذلك حسب إحصائيات سنة 2000. تبلغ مساحتها 21.5 كم².

الموقع في بانكوك